# 야릉그레이프
야릉그레이프(고대 노르드어: Járngreipr)는 노르드 신화의 신 토르의 무쇠로 된 장갑이다.  《신 에다》에서 야릉그레이프와 묠니르, 메깅요르드가 토르의 세가지 보물이라고 한다. 〈길피가 말하기를〉 제20장에 따르면, 드베르그가 묠니르를 만들던 도중 쉬파리(변신한 로키)에 눈을 쏘이는 바람에 망치 손잡이가 짧아졌고, 때문에 토르는 묠니르를 제대로 사용하기 위해서는 야릉그레이브를 꼭 껴야 한다.

## 참고 자료
- Simek, Rudolf (2007) translated by Angela Hall. Dictionary of Northern Mythology. D.S. Brewer. ISBN 0-85991-513-1